# Опсине
Опсине су насељено мјесто у граду Добој, Република Српска, БиХ. Према попису становништва из 1991. у насељу је живјело 351 становника.

## Култура
У насељу се на мјесту Ристића гај обиљежава годишњица почетка пробоја коридора живота.

## Становништво
| Демографија | Демографија | Демографија |
| Година      | Становника  | Становника  |
| ----------- | ----------- | ----------- |
| 1961.       | 371         |             |
| 1971.       | 375         |             |
| 1981.       | 376         |             |
| 1991.       | 350         |             |